# Championnat d'Italie de football 1912-1913
Le Championnat d'Italie de football 1912-1913 est la seizième édition du championnat d'Italie. L'US Pro Vercelli remporte son cinquième titre.
La formule du championnat est assez complexe. Il y a tout d'abord une phase régionale où l'Italie est coupé en deux : le tournoi péninsulaire et le tournoi principal. Les clubs champions de ces deux tournois se qualifient ensuite pour la finale nationale qui détermine le champion d'Italie. 
| 1er tour | Championnat de Toscane | Championnat du Latium  |                         |                         |                        |                                  |                               |
| 2e tour  | Tournoi Toscane-Latium | Tournoi Toscane-Latium | Championnat de Campanie | Championnat de Campanie | Championnat du Piémont | Championnat de Lombardie-Ligurie | Championnat de Vénitie-Émilie |
| 3e tour  | Tournoi péninsulaire   | Tournoi péninsulaire   | Tournoi péninsulaire    | Tournoi péninsulaire    | Tournoi principal      | Tournoi principal                | Tournoi principal             |
| Finale   | Finale nationale       | Finale nationale       | Finale nationale        | Finale nationale        | Finale nationale       | Finale nationale                 | Finale nationale              |

## Phase régionale

### Tournoi péninsulaire
Le Tournoi péninsulaire regroupe la Toscane, le Latium et la Campanie. Un mini-championnat est organisé pour la Toscane et la Latium. Les champions de ces deux régions s'affrontent lors d'une demi-finale. Le vainqueur affronte ensuite le champion de Campanie lors de la finale du tournoi péninsulaire. Le vainqueur se qualifie pour la finale nationale face au vainqueur du tournoi principal. 

#### Championnat de Toscane
| Virtus Juventusque | Firenze FBC | 4-2 |

| Virtus Juventusque | SPES Livorno | 3-5 |  |
| Firenze FBC        | Pisa         | 1-4 |  |

| SPES Livorno | Firenze FBC        | 6-1 |
| Pisa         | Virtus Juventusque | 0-1 |

| Pisa | SPES Livorno | 1-1 |

| SPES Livorno | Pisa               | 1-1 |
| Firenze FBC  | Virtus Juventusque | 0-1 |

| SPES Livorno | Virtus Juventusque | 1-1 |  |
| Pisa         | Firenze FBC        | 0-1 |  |

| Firenze FBC        | SPES Livorno | 2-1 |
| Virtus Juventusque | Pisa         | 1-0 |

|    | Classement            | Pt | J | G | N | D | B.p | B.c |
| -- | --------------------- | -- | - | - | - | - | --- | --- |
| 1. | Virtus Juventusque    | 9  | 6 | 4 | 1 | 1 | 11  | 8   |
| 2. | SPES Livorno          | 7  | 6 | 2 | 3 | 1 | 15  | 9   |
| 3. | Firenze Football Club | 4  | 6 | 2 | 0 | 4 | 7   | 16  |
| 4. | Pisa Sporting Club    | 4  | 6 | 1 | 2 | 3 | 6   | 6   |

Le Virtus Juventusque se qualifie pour la demi-finale du tournoi face au champion du Latium.

#### Championnat du Latium
Tournoi de qualification pour le championnat du Latium
- Premier tour
  - 20-10-1912: Alba - Audax Juventus 1-2
  - 20-10-1912: Pro Roma - Tebro 2-1

- Second tour
  - 27-10-1912: Alba - Tebro 2-0

Championnat du Latium
|    | Classement                  | Pt  | J  | G | N | D  | B.p | B.c |
| -- | --------------------------- | --- | -- | - | - | -- | --- | --- |
| 1. | Società Sportiva Lazio      | 18  | 10 | 8 | 2 | 0  | 55  | 9   |
| 2. | Club Riuniti Juventus Audax | 14  | 10 | 6 | 2 | 2  | 25  | 21  |
| 3. | Audace Esperia              | 13  | 10 | 6 | 1 | 3  | 27  | 22  |
| 4. | Roman Football Club         | 11  | 10 | 5 | 1 | 4  | 26  | 15  |
| 5. | Società Sportiva Pro Roma   | 4   | 10 | 2 | 0 | 8  | 9   | 55  |
| 6. | Alba Roma                   | 0 ▼ | 10 | 0 | 0 | 10 | 0   | 20  |

|    | Résultats      | 1 | 2   | 3   | 4   | 5    | 6   |  |
| -- | -------------- | - | --- | --- | --- | ---- | --- |  |
| 1. | Alba Roma      | X | -   | -   | -   | -    | -   |  |
| 2. | Audace Esperia | - | X   | 3-3 | 2-6 | 9-1  | 2-1 |  |
| 3. | Audax Juventus | - | 5-1 | X   | 2-2 | 1-0  | 0-3 |  |
| 4. | Lazio          | - | 5-0 | 9-2 | X   | 13-1 | 5-0 |  |
| 5. | Pro Roma       | - | 1-4 | 1-5 | 0-9 | X    | 1-9 |  |
| 6. | Roman          | - | 0-2 | 2-3 | 2-2 | 5-0  | X   |  |

À la suite du retrait de l'Alba Roma, ses résultats furent annulés. La Fédération donna match gagné par forfait à ses adversaires.  
La Lazio se qualifie pour la demi-finale du tournoi face au champion de Toscane.

#### Championnat de Campanie
| dimanche 19 janvier 1913 | Naples Foot-Ball Club  | 2 - 1 | Unione Sportiva Internazionale Napoli | Naples Arbitre : Ioima |
| dimanche 19 janvier 1913 | Paduli III Torstensson |       | Fawless                               | Naples Arbitre : Ioima |

| dimanche 26 janvier 1913 | Unione Sportiva Internazionale Napoli | 2 - 3 | Naples Foot-Ball Club | Naples Arbitre : Palmieri |
| dimanche 26 janvier 1913 | De Rosa Imerigo                       |       | Hansen pen. Jenni     | Naples Arbitre : Palmieri |

Le vainqueur est qualifié pour la finale. Il affrontera le vainqueur de la demi-finale qui oppose la champion toscan au champion du latium.

#### Demi-finale Latium-Toscane
Cette demi-finale oppose la champion toscan au champion du latium. 
| dimanche 2 mars 1913 | Virtus Juventusque | 1 - 3 | Lazio                      | Livourne Arbitre : Pippo |
| dimanche 2 mars 1913 | Baroncelli         |       | Consiglio Fioranti Folpini | Livourne Arbitre : Pippo |

| dimanche 9 mars 1913 | Lazio                      | 3 - 0 | Virtus Juventusque | Rome Arbitre : Radice |
| dimanche 9 mars 1913 | Consiglio Saraceni Folpini |       |                    | Rome Arbitre : Radice |

Note : Match arrêté à la 73' par la Virtus Juventusque.

#### Finale
La finale oppose le vainqueur de la demi-finale (champion toscan contre champion du Latium) au champion de la Campanie. 
| dimanche 16 mars 1913 | Naples | 1 - 2 | Lazio              | Naples Arbitre : Reichlin |
| dimanche 16 mars 1913 | Troise |       | Coraggio Consiglio | Naples Arbitre : Reichlin |

| dimanche 30 mars 1913 | Lazio     | 1 - 1 | Naples     | Rome Arbitre : Malvano |
| dimanche 30 mars 1913 | Consiglio |       | Paduli III | Rome Arbitre : Malvano |

La Lazio est qualifié pour la finale nationale face au champion du tournoi principal.

### Tournoi principal
Le tournoi principal est composé de deux phases. Une première voit l'opposition des clubs lors de trois championnats régionaux : Piémont, Lombardie et Ligurie, Vénétie et Émilie. Les deux premiers de chaque championnat sont ensuite qualifiés pour un championnat final. Le vainqueur de ce championnat se qualifie pour la finale nationale face au vainqueur du tournoi péninsulaire. 

#### Phase régionale

##### Championnat du Piémont
Tour préliminaire :
- 20-10-1912 (à Turin) : Vigor Torino - Novara 0-4

Résultats
| Première journée |                   |              |
| 3 nov. 1912      |                   | 26 jan. 1913 |
| 1-0              | P.Vercelli-Casale | 0-0          |
| 1-2              | Juventus-Piemonte | 1-3          |
| 1-2              | Novara-Torino     | 1-3          |

| Quatrième journée |                     |              |
| 24 nov. 1912      |                     | 16 fév. 1913 |
| 3-3               | Novara-Juventus     | 0-3          |
| 3-0               | P.Vercelli-Piemonte | 7-1          |
| 1-1               | Casale-Torino       | 2-0          |

| Deuxième journée |                   |             |
| 10 nov. 1912     |                   | 2 fév. 1913 |
| 3-0              | Casale-Juventus   | 1-0         |
| 0-1              | Torino-P.Vercelli | 1-6         |
| 1-0*             | Piemonte-Novara   | 1-7         |

| Cinquième journée |                     |              |
| 19 jan. 1913      |                     | 23 fév. 1913 |
| 0-4               | Juventus-P.Vercelli | 0-3          |
| 2-1               | Piemonte-Torino     | 1-11         |
| 2-1               | Casale-Novara       | 0-0          |

| Troisième journée |                   |             |
| 17 nov. 1912      |                   | 9 fév. 1913 |
| 0-8               | Juventus-Torino   | 6-8         |
| 7-0               | P.Vercelli-Novara | 6-0         |
| 5-2               | Casale-Piemonte   | 1-3         |

Classement
|  |    | Classement              | Pt | J  | G | N | D | B.p | B.c |
|  | -- | ----------------------- | -- | -- | - | - | - | --- | --- |
|  | 1. | US Pro Vercelli         | 19 | 10 | 9 | 1 | 0 | 38  | 2   |
|  | 2. | AS Casale Calcio        | 13 | 10 | 5 | 3 | 2 | 15  | 8   |
|  | 3. | Foot Ball Club Torino   | 11 | 10 | 5 | 1 | 4 | 35  | 21  |
|  | 4. | Piemonte Football Club  | 10 | 10 | 5 | 0 | 5 | 17  | 37  |
|  | 5. | Foot Ball Club Novara   | 4  | 10 | 1 | 2 | 7 | 13  | 29  |
|  | 6. | Foot-Ball Club Juventus | 3  | 10 | 1 | 1 | 8 | 14  | 35  |

- Pro Vercelli et Casale se qualifient pour la phase finale.
- La Juventus fut dans un premier temps rétrogradée avant d'être repêchée grâce à l'augmentation du nombre de clubs pour la saison suivante.

##### Championnat de Lombardie et Ligurie
Tour préliminaire
- Premier tour
  - 20-10-1912 (à Turin) : Savona - Como 3-1
  - 20-10-1912 (à Milan) : Lambro Milano - Racing Libertas 2-1

Note : Résultat annulé par la Fédération à la suite de la situation participation d'un joueur non qualifié. 
- Match à rejouer
  - 27-10-1912 (à Milan) : Racing Libertas - Lambro Milano 1-0 après prolongation.

- Finale
  - Racing Libertas - Savona 1-0

Résultats
| Première journée |                    |              |
| 3 nov. 1912      |                    | 26 jan. 1913 |
| 2-3              | Inter-Genoa        | 1-0          |
| 6-0              | Milan-Milanese     | 2-0          |
| 3-2              | A.Doria-R.Libertas | 5-1          |

| Quatrième journée |                  |              |
| 24 nov. 1912      |                  | 16 fév. 1913 |
| 4-0               | Genoa-Milanese   | 5-2          |
| 1-6               | R.Libertas-Inter | 0-5          |
| 7-0               | Milan-A.Doria    | 3-2          |

| Deuxième journée |                  |             |
| 10 nov. 1912     |                  | 2 fév. 1913 |
| 6-0              | Genoa-A.Doria    | 5-1         |
| 0-2              | Milanese-Inter   | 0-2         |
| 1-2              | R.Libertas-Milan | 0-2         |

| Cinquième journée |                     |              |
| 19 jan. 1913      |                     | 23 fév. 1913 |
| 4-0               | Milan-Genoa         | 1-4          |
| 6-0               | A.Doria-Inter       | 1-5          |
| 2-2               | R.Libertas-Milanese | 0-3          |

| Troisième journée |                  |             |
| 17 nov. 1912      |                  | 9 fév. 1913 |
| 0-1               | R.Libertas-Genoa | 1-5         |
| 1-2               | Inter-Milan      | 0-1         |
| 1-1               | A.Doria-Milanese | 1-0         |

Classement
|  |    | Classement                          | Pt | J  | G | N | D | B.p | B.c |
|  | -- | ----------------------------------- | -- | -- | - | - | - | --- | --- |
|  | 1. | Milan Cricket and Foot-Ball Club    | 18 | 10 | 9 | 0 | 1 | 30  | 8   |
|  | 2. | Genoa Cricket and Football Club     | 16 | 10 | 8 | 0 | 2 | 33  | 12  |
|  | 3. | Football Club Internazionale Milano | 12 | 10 | 6 | 0 | 4 | 24  | 14  |
|  | 4. | Società Ginnastica Andrea Doria     | 9  | 10 | 4 | 1 | 5 | 20  | 30  |
|  | 5. | Union Sportiva Milanese             | 4  | 10 | 1 | 2 | 7 | 8   | 25  |
|  | 6. | Racing Libertas Club                | 1  | 10 | 0 | 1 | 9 | 8   | 34  |

- Milan et Genoa qualifiés pour la phase finale du tournoi principal.
- Libertas fut dans un premier temps retrogradé avant d'être repêché gra^ce à l'augmentation du nombre de clubs pour la saison suivante.

##### Championnat de Vénétie et Emilie
Résultats
| Première journée |                      |              |
| 3 nov. 1912      |                      | 26 gen. 1913 |
| 4-1              | Volontari VE-Bologna | 0-9          |
| 4-1              | Verona-Vicenza       | 0-1          |
| 0-2              | Modena-Venezia       | 2-8          |

| Quatrième journée |                     |              |
| 24 nov. 1912      |                     | 16 fév. 1913 |
| 1-2               | Bologna-Hellas      | 0-3          |
| 0-1               | Venezia-Vicenza     | 0-0          |
| 0-5               | Modena-Volontari VE | 1-3          |

| Deuxième journée |                      |             |
| 10 nov. 1912     |                      | 2 fév. 1913 |
| 6-2              | Vicenza-Volontari VE | 1-1         |
| 1-0              | Bologna-Modena       | 0-1         |
| 3-0              | Venezia-Verona       | 0-2         |

| Cinquième journée |                     |              |
| 19 jan. 1913      |                     | 23 fév. 1913 |
| 0-1               | Bologna-Venezia     | 0-8          |
| 7-1               | Vicenza-Modena      | 4-0          |
| 3-2               | Verona-Volontari VE | 2-1          |

| Troisième journée |                      |             |
| 17 nov. 1912      |                      | 9 fév. 1913 |
| 7-0               | Vicenza-Bologna      | 4-2         |
| 8-0               | Verona-Modena        | 4-1         |
| 1-1               | Volontari VE-Venezia | 0-5         |

Classement
|  |    | Classement                         | Pt | J  | G | N | D | B.p | B.c |
|  | -- | ---------------------------------- | -- | -- | - | - | - | --- | --- |
|  | 1. | Associazione del Calcio in Vicenza | 16 | 10 | 7 | 2 | 1 | 32  | 10  |
|  | 2. | Hellas                             | 16 | 10 | 8 | 0 | 2 | 28  | 10  |
|  | 3. | Venezia Football Club              | 14 | 10 | 6 | 2 | 2 | 28  | 6   |
|  | 4. | Volontari Venezia                  | 8  | 10 | 3 | 2 | 5 | 19  | 29  |
|  | 5. | Bologna Football Club              | 4  | 10 | 2 | 0 | 8 | 14  | 30  |
|  | 6. | Modène Football Club               | 2  | 10 | 1 | 0 | 9 | 6   | 42  |

- Vicenza et Hellas qualifiés pour la phase finale du tournoi principal.
- Modena fut dans un premier temps retrogradé avant d'être repêché grâce à l'augmentation du nombre de clubs pour la saison suivante.

#### Phase finale
Résultats
| Journée X |        |   |              |        |
| Aller     |        |   |              | Retour |
| 0-0       | Casale | - | Pro Vercelli | 0-1    |
| 4-0       | Milan  | - | Genoa        | 1-4    |
| 4-1       | Hellas | - | Vicenza      | 0-1    |

| Troisième journée |             |   |         |              |
| 30 mar. 1913      |             |   |         | 27 avr. 1913 |
| 1-1               | Casale      | - | Genoa   | 0-1          |
| 5-1               | Milan       | - | Hellas  | 3-0          |
| 3-0               | ProVercelli | - | Vicenza | 1-0          |

| Première journée |              |   |         |              |
| 9 mars 1913      |              |   |         | 13 avr. 1913 |
| 6-0              | Genoa        | - | Hellas  | 4-0          |
| 2-0              | Pro Vercelli | - | Milan   | 0-0          |
| 5-1              | Casale       | - | Vicenza | 3-3          |

| Quatrième journée |         |   |              |            |
| 6 avr. 1913       |         |   |              | 4 mai 1913 |
| 2-5               | Hellas  | - | Casale       | 0-6        |
| 0-3               | Vicenza | - | Milan        | 1-1        |
| 0-1               | Genoa   | - | Pro Vercelli | 1-5        |

| Deuxième journée |         |   |             |              |
| 16 mars 1913     |         |   |             | 20 avr. 1913 |
| 0-5              | Hellas  | - | ProVercelli | 0-4          |
| 4-0              | Milan   | - | Casale      | 0-2          |
| 1-4              | Vicenza | - | Genoa       | 0-1          |

Classement
|  |    | Classement                         | Pt | J  | G | N | D | B.p | B.c |
|  | -- | ---------------------------------- | -- | -- | - | - | - | --- | --- |
|  | 1. | US Pro Vercelli                    | 18 | 10 | 8 | 2 | 0 | 22  | 1   |
|  | 2. | Genoa Cricket and Football Club    | 13 | 10 | 6 | 1 | 3 | 22  | 13  |
|  | 3. | Milan Cricket and Foot-Ball Club   | 12 | 10 | 5 | 2 | 3 | 21  | 10  |
|  | 4. | AS Casale Calcio                   | 11 | 10 | 4 | 3 | 3 | 22  | 13  |
|  | 5. | Associazione del Calcio in Vicenza | 4  | 10 | 1 | 2 | 7 | 8   | 25  |
|  | 6. | Hellas                             | 2  | 10 | 1 | 0 | 9 | 7   | 40  |

Pro Vercelli qualifié pour la finale nationale.

## Finale nationale
| Gênes, 1er juin 1913 | Pro Vercelli | 6 - 0 | Lazio |
| Gênes, 1er juin 1913 |              |       |       |

## Effectif de l'US Pro Vercelli
- Giovanni Innocenti
- Angelo Binaschi
- Modesto Valle
- Guido Ara
- Giuseppe Milano I
- Pietro Leone
- Felice Milano II
- Felice Berardo II
- Ferraro I
- Carlo Rampini I
- Carlo Corna